# バンダ諸島
バンダ諸島(Banda Islands)は、インドネシア共和国のバンダ海にある列島。
ジャワ島の東2,000kmに位置し、セラム島の南方約100kmにあり、モルッカ諸島の一部を成している。
19世紀中頃まで、ナツメグなどの香辛料の世界で唯一の供給源であった。
現在はスキューバダイビングのスポットにもなっている。

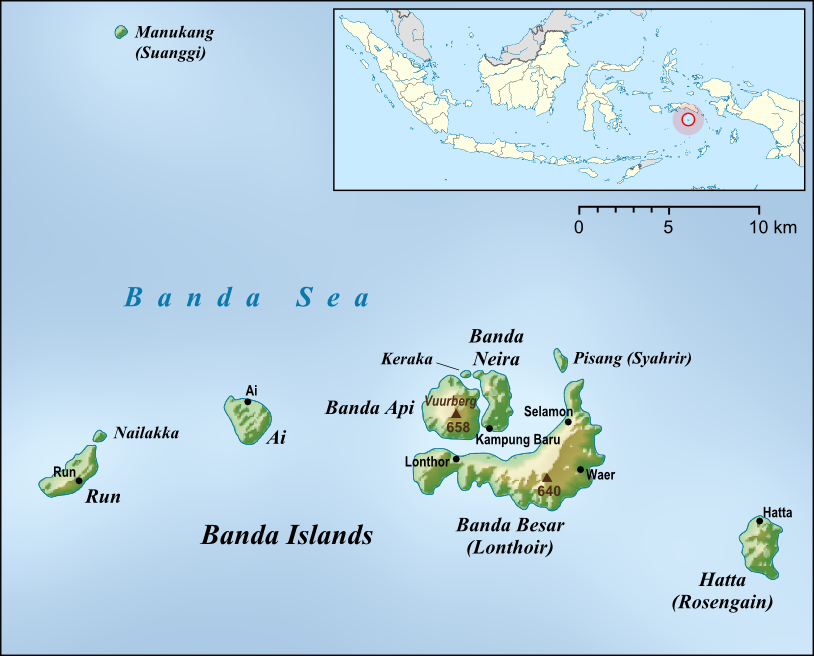
バンダ諸島